# فرانكلين دريلون
فرانكلين دريلون (بالإنجليزية: Franklin Drilon) (و. 1945 – م) هو سياسي، ومحام من الفلبين .